# Michael Timisela
Michael Timisela (Ámsterdam, Países Bajos, 5 de mayo de 1986) es un futbolista neerlandés. Juega de defensor o centrocampista y su equipo actual es el Hammarby IF de la Superettan de Suecia. 

## Trayectoria
Nacido en Ámsterdam, Timisela comenzó su carrera en el Ajax, jugando como juvenil y realizando su debut como profesional en el año 2005. En el año 2007 fue fichado por el VVV-Venlo, donde permaneció hasta el 2013, cuando fichó por el Hammarby IF de Suecia.
Timisela también jugó el Torneo Esperanzas de Toulon 2007.

## Clubes
| Club            | País         | Año       |
| --------------- | ------------ | --------- |
| Ajax            | Países Bajos | 2005-2007 |
| VVV-Venlo       | Países Bajos | 2007-2012 |
| Hammarby IF     | Suecia       | 2013-2014 |
| Lillestrøm SK   | Suecia       | 2015      |
| Koninklijke HFC | Países Bajos | 2016-2017 |